# Метаванадат железа(III)
Метаванадат железа(III) — неорганическое соединение,
соль железа и метаванадиевой кислоты с формулой Fe(VO3)3,
коричневые кристаллы,
не растворяется в воде.

## Получение
- Кипячение растворимых соединений железа(III) с оксидом ванадия(V):

{\displaystyle {\mathsf {2FeCl_{3}+3V_{2}O_{5}+3H_{2}O\ {\xrightarrow {100^{o}C}}\ 2Fe(VO_{3})_{3}+6HCl}}}

## Физические свойства
Метаванадат железа(III) образует коричневые кристаллы.
Не растворяется в воде и этаноле.